# ジョセフ・スミット
ジョセフ・スミット（Joseph Smit、1836年7月18日 - 1929年11月4日）はオランダ生まれの博物画家、版画家である。1866年からイギリスで働き、ロンドン動物学会などが出版する、博物学書の図版を制作した。

## 略歴
オランダ、南ホラント州のリッセで生まれた。ライデン自然史博物館の鳥類学者、ヘルマン・シュレーゲルのもとで博物画家として働き始め、1863年から1866年の間、シュレーゲルの著書「オランダ領インドの鳥類(De Vogels van Nederlandsch Indie)」のための50点のリトグラフを制作した。1866年に当時、ロンドン動物学会の事務長だったフィリップ・スクレーターにイギリスに招かれ、1866年にイギリスに移住し家族とロンドンに住んだ。1869年に出版されたスクレーターの著書「Exotic Ornithology」に50点の手彩色のリトグラフの原画を描いた。ロンドンでドイツ出身の博物画家、版画家のヨーゼフ・ヴォルフ(1820-1899)と知り合い友人となった。1870年代から1890年代を通じて、ヴォルフが原画を描き、スミットがリトグラフを制作するという形で鳥類や哺乳類の学術書がいくつか出版された。 1899年にヴォルフが亡くなった後は、主に哺乳類のリトグラフを制作した。動物学会や鳥類学会の紀要の図版を描き、大英博物館の鳥類標本カタログの図版も描いた。スミットが関わった書籍にはヴォルフの「Zoological Sketches」や、ダニエル・ジロード・エリオットの「A Monograph of the Phasianidae」、リルフォード男爵（Thomas Powys, 4th Baron Lilford）の「Coloured Figures of British Birds」などもある。
1905年からハートフォードシャーのラドレット(Radlett)の村に住みそこで亡くなった。

## 作品

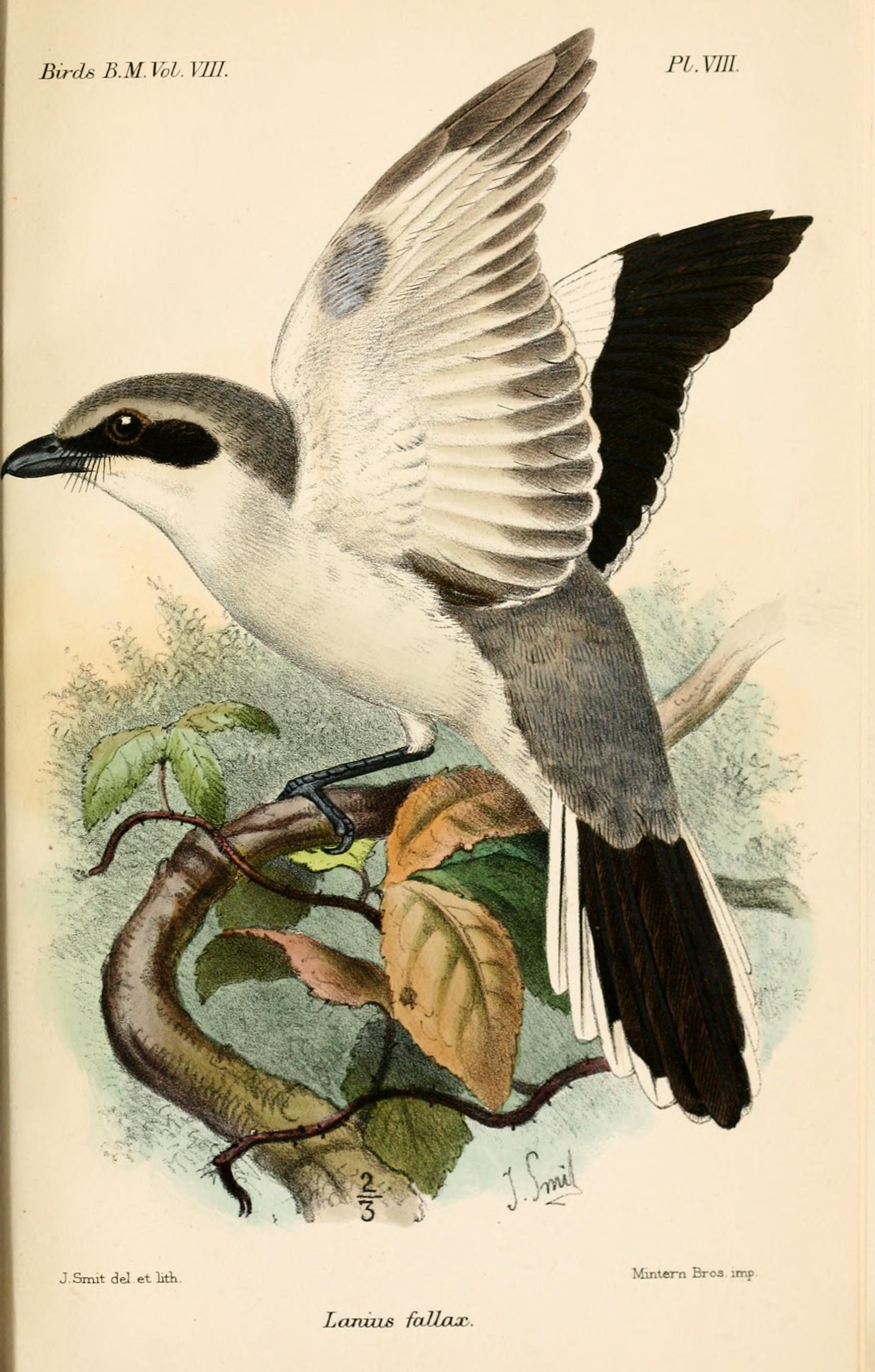
Lanius fallax
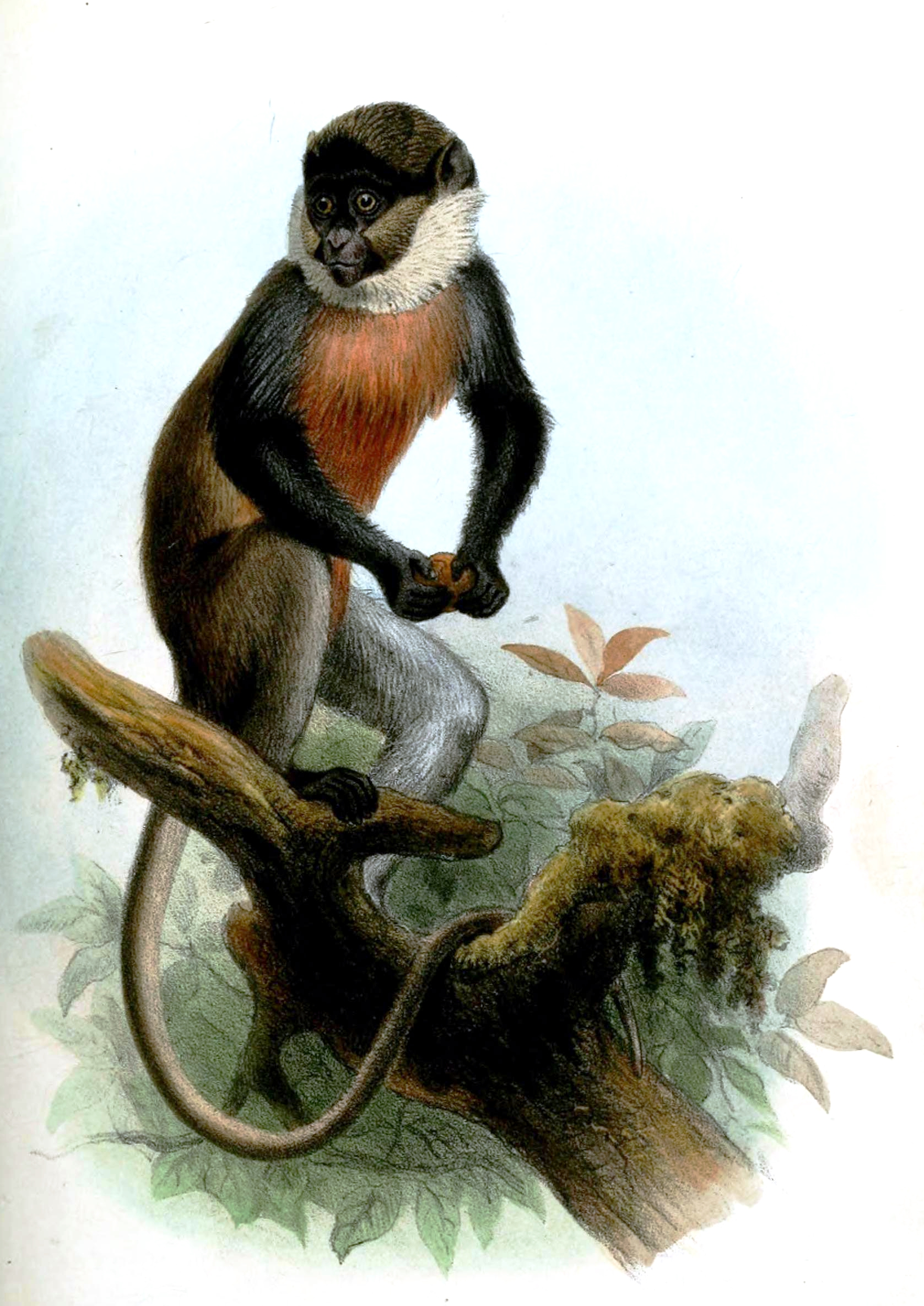
Cercopithecus erythrogaster
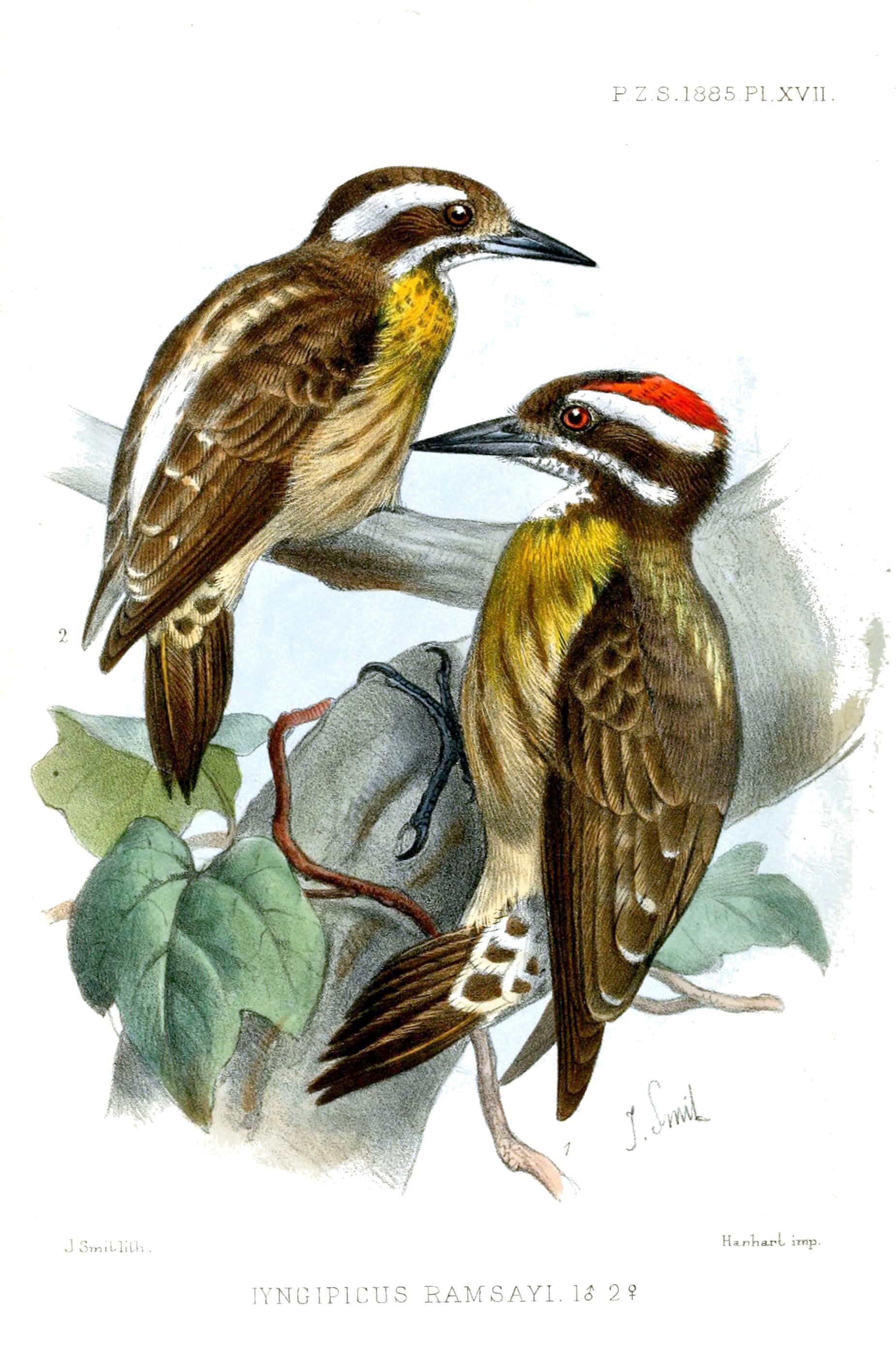
Yungipicus ramsayi
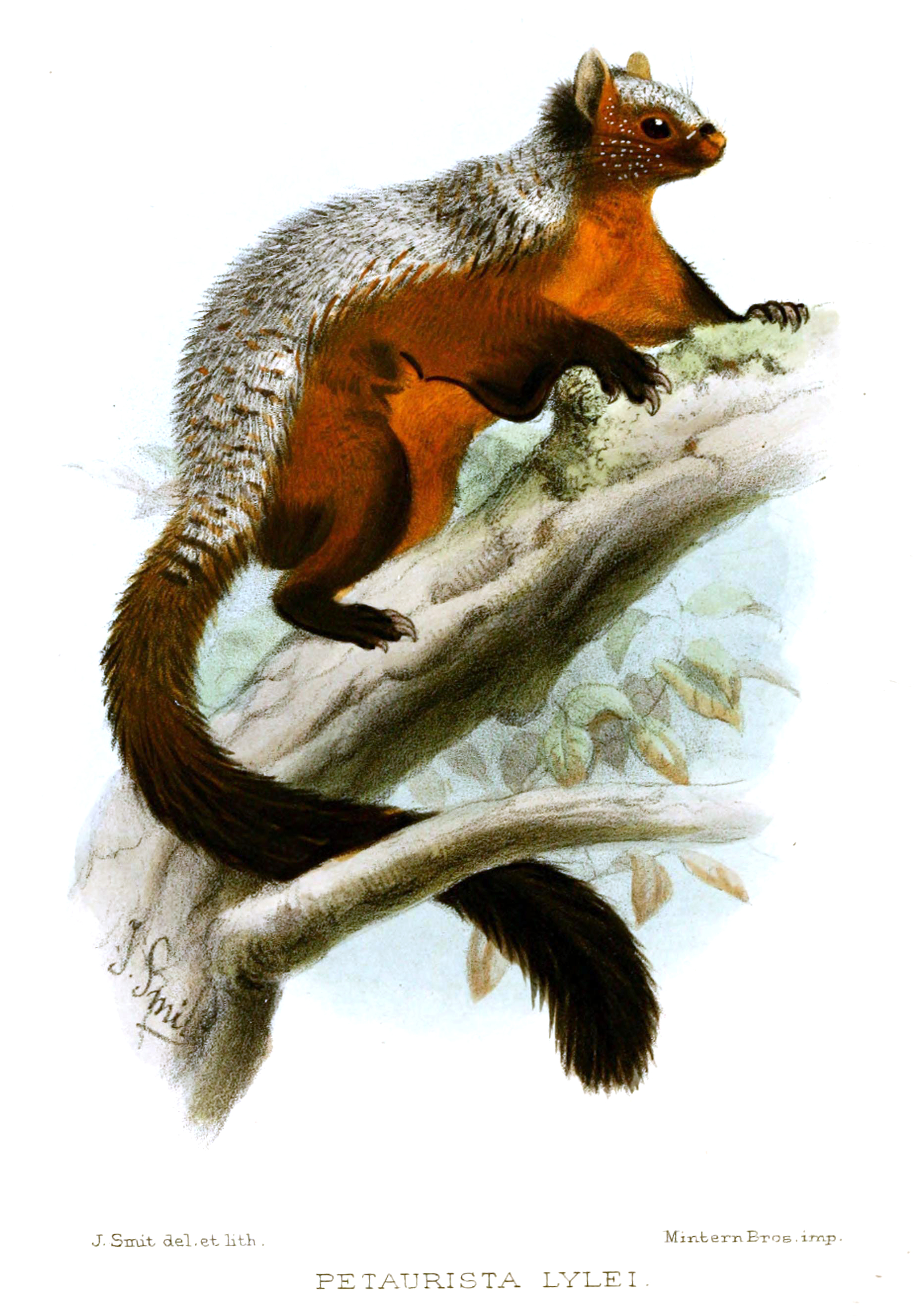
Petaurista philippensis
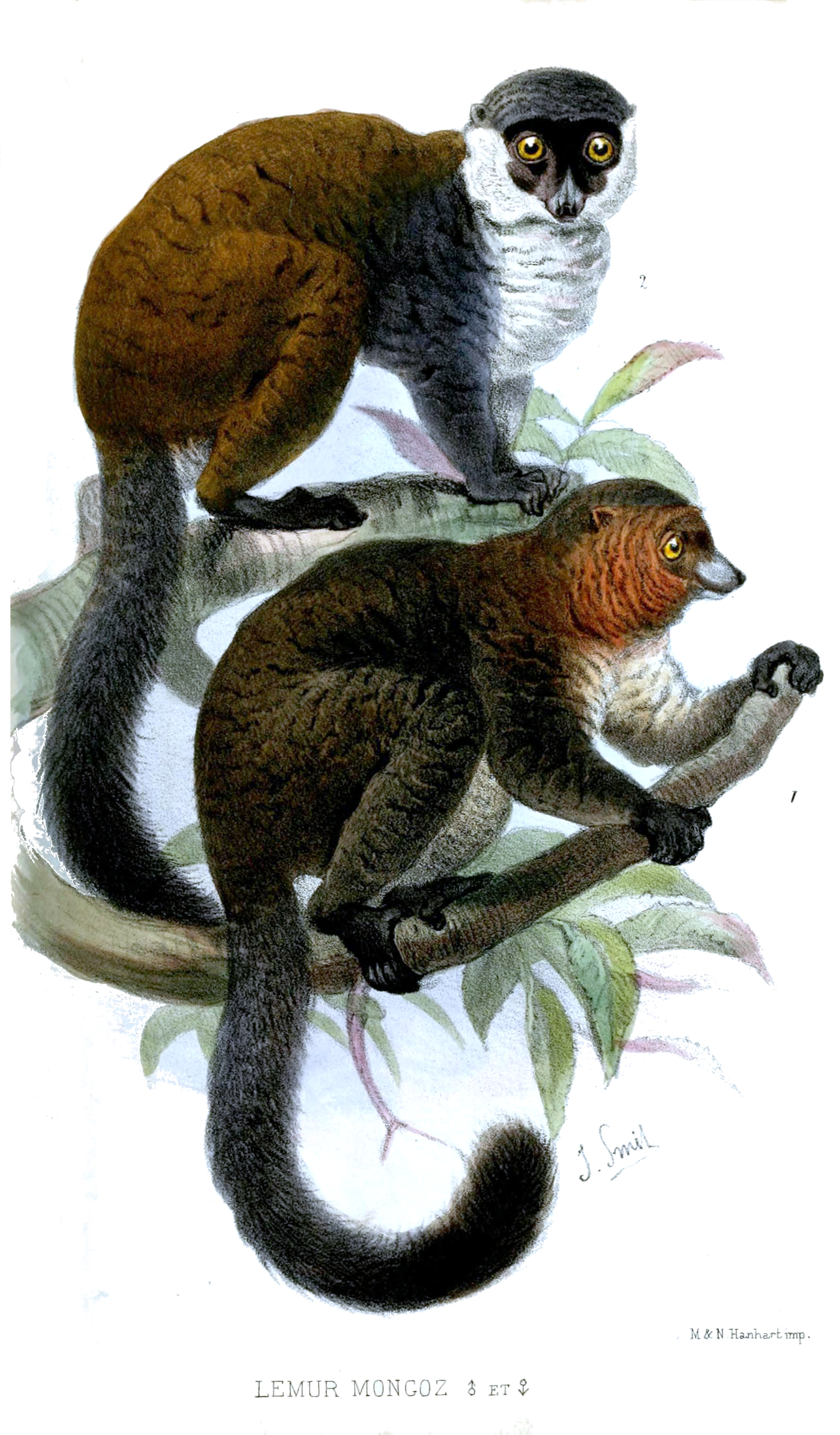
マングースキツネザル

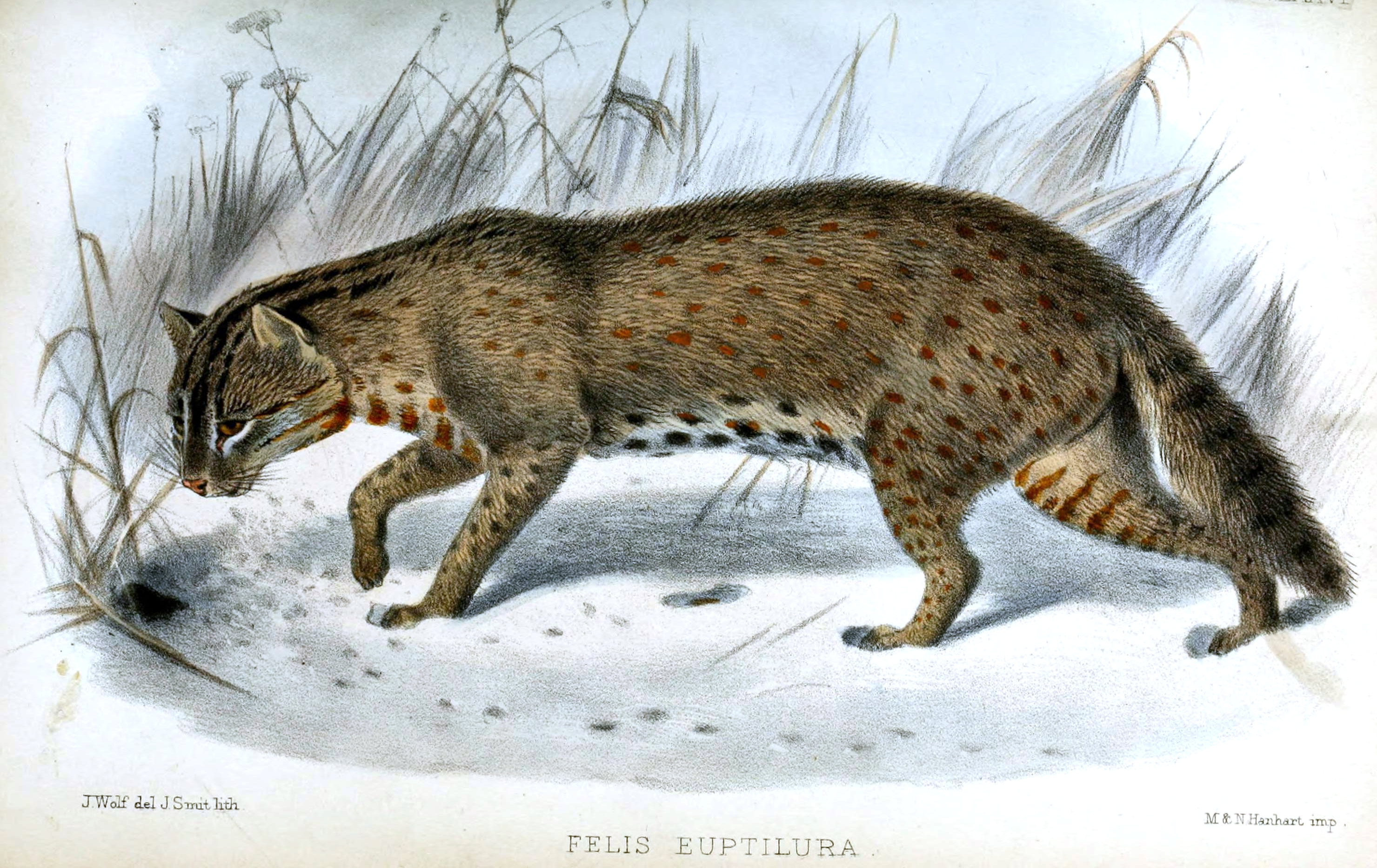
ヴォルフの原画によるリトグラフ
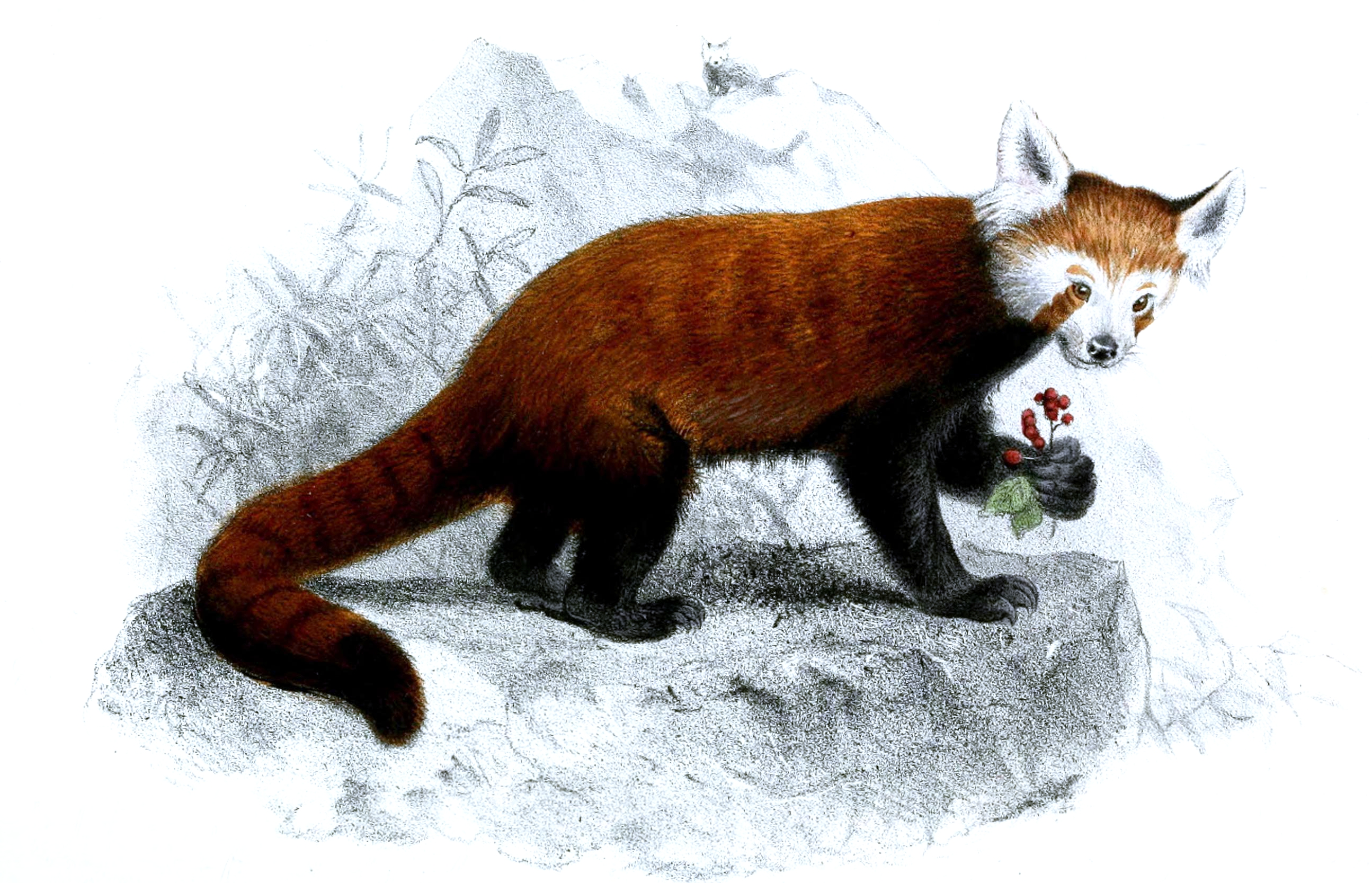
レッサーパンダ
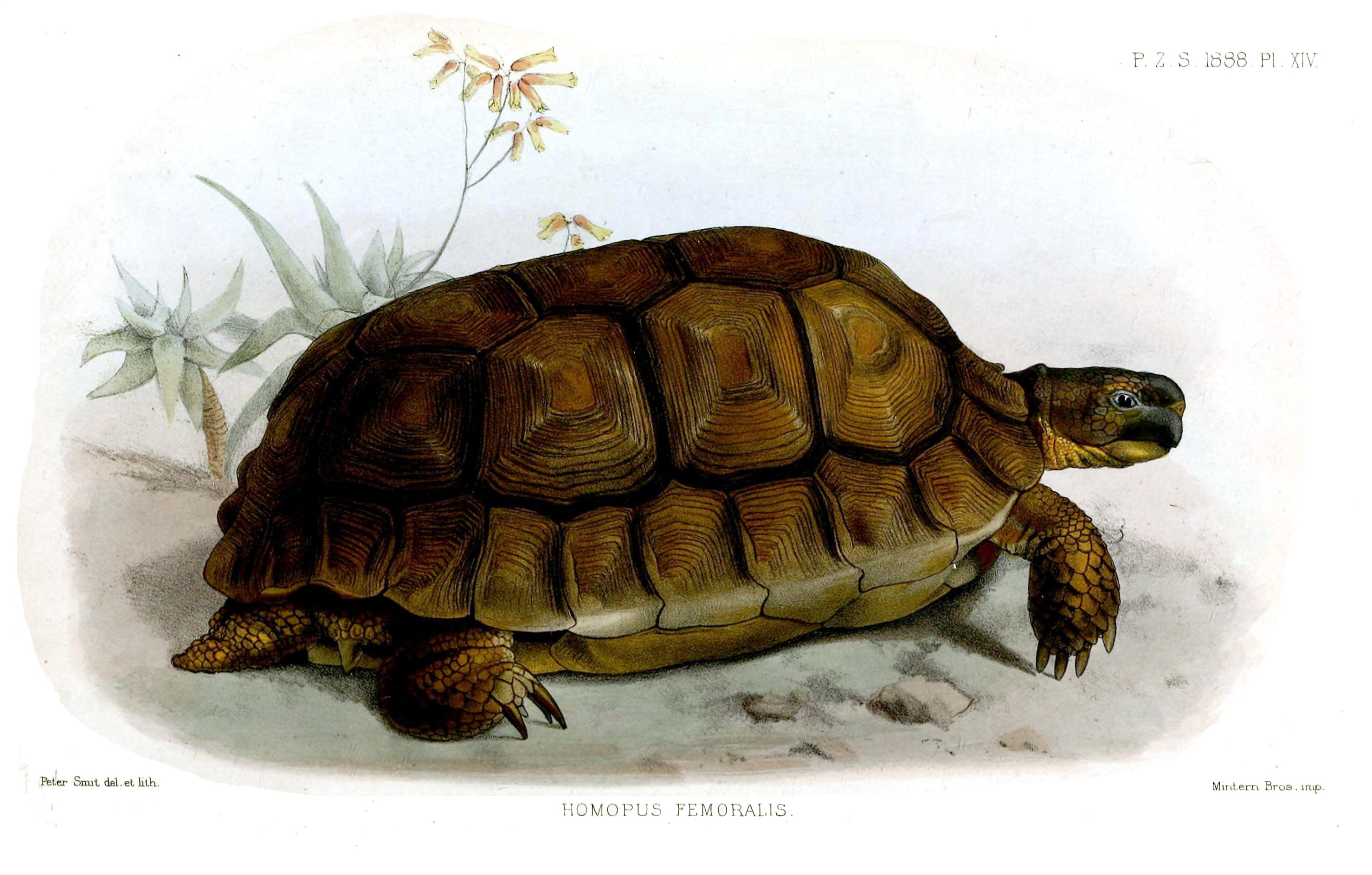
Homopus femoralis
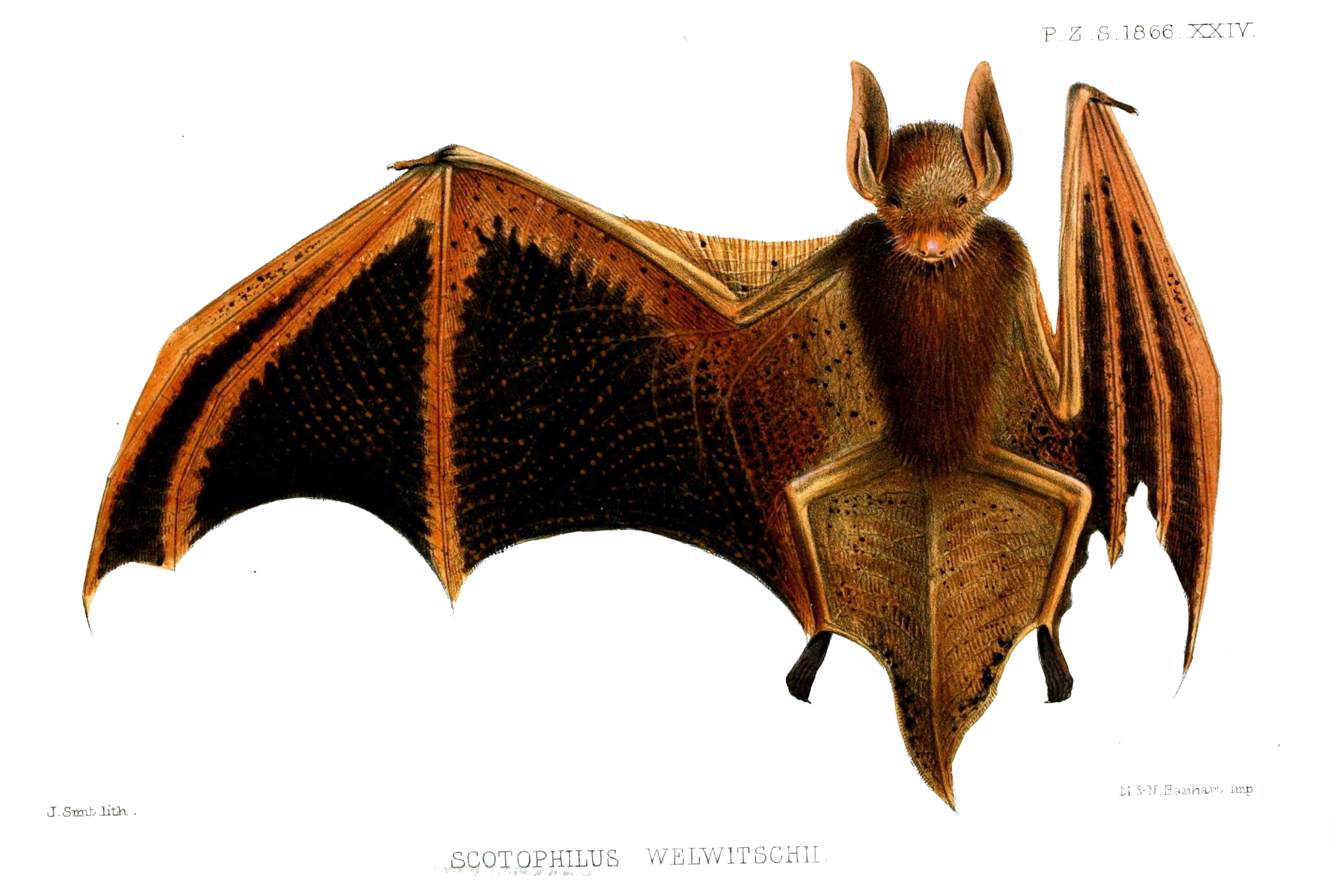
Myotis welwitschii